# IC 1526
IC 1526 је спирална галаксија у сазвјежђу Пегаз која се налази на листи објеката дубоког неба у Индекс каталогу.
Деклинација објекта је + 11° 20' 48" а ректасцензија 0h 1m 31,5s. Привидна величина (магнитуда) објекта IC 1526 износи 14,4 а фотографска магнитуда 15,1. IC 1526 је још познат и под ознакама CGCG 433-15, KUG 2358+110, PGC 117.